# Simone Ganz
Simone Andrea Ganz (* 21. září 1993, Janov, Itálie) je italský fotbalista, který hraje na postu útočníka v italském klubu Mantova 1911. Jeho otcem je také fotbalista Maurizio Ganz.

## Přestupy
- - z Como 1907 do Juventus FC zadarmo
  - z Juventus FC do Delfino Pescara 1936 za 1 500 000 Euro
  - z Delfino Pescara 1936 do Ascoli Calcio 1898 FC za 1 800 000 Euro

## Statistiky
| Sezóna  | Klub                  | Liga                     | Liga   | Liga | Ligové poháry | Ligové poháry | Ligové poháry | Kontinentální poháry | Kontinentální poháry | Kontinentální poháry | Celkem | Celkem |
| Sezóna  | Klub                  | Soutěž                   | Zápasy | Góly | Soutěž        | Zápasy        | Góly          | Soutěž               | Zápasy               | Góly                 | Zápasy | Góly   |
| ------- | --------------------- | ------------------------ | ------ | ---- | ------------- | ------------- | ------------- | -------------------- | -------------------- | -------------------- | ------ | ------ |
| 2011/12 | AC Milán              | Serie A                  | 0      | 0    | IP+IS         | 0             | 0             | LM                   | 1                    | 0                    | 1      | 0      |
| 2012/13 | AC Milán              | Serie A                  | 0      | 0    | IP            | 0             | 0             | LM                   | 0                    | 0                    | 0      | 0      |
| 2013/14 | AC Lumezzane          | Lega Pro Prima Divisione | 12     | 0    | IP            | 1             | 0             | -                    | 0                    | 0                    | 14     | 0      |
| 2014    | SS Barletta Calcio    | Lega Pro Prima Divisione | 6      | 0    | -             | 0             | 0             | -                    | 0                    | 0                    | 6      | 0      |
| 2014/15 | Como 1907             | Lega Pro                 | 40     | 15   | IP            | 2             | 0             | -                    | 0                    | 0                    | 42     | 15     |
| 2015/16 | Como 1907             | Serie B                  | 35     | 16   | IP            | 0             | 0             | -                    | 0                    | 0                    | 35     | 16     |
| 2016/17 | Hellas Verona FC      | Serie B                  | 21     | 4    | IP            | 3             | 1             | -                    | 0                    | 0                    | 24     | 5      |
| 2017/18 | Delfino Pescara 1936  | Serie B                  | 5      | 0    | IP            | 3             | 1             | -                    | 0                    | 0                    | 8      | 1      |
| 2018    | Ascoli Calcio 1898 FC | Serie B                  | 12     | 0    | -             | 0             | 0             | -                    | 0                    | 0                    | 12     | 0      |
| 2018/19 | Ascoli Calcio 1898 FC | Serie B                  | 10     | 2    | IP            | 1             | 0             | -                    | 0                    | 0                    | 11     | 2      |
| 2019/20 | Como 1907             | Serie C                  | 24     | 8    | -             | 0             | 0             | -                    | 0                    | 0                    | 24     | 8      |
| 2020/21 | Mantova 1911          | Serie C                  | ?      | ?    | IP            | ?             | ?             | -                    | ?                    | ?                    | ?      | ?      |
| Celkově | Celkově               | Celkově                  | 152    | 42   | -             | 12            | 2             | -                    | 1                    | 0                    | 165    | 44     |